# واش سرخ
واش سرخ (نام علمی:Themeda triandra) علفی پایا است که در آفریقا، استرالیا، آسیا و مناطق ساحلی اقیانوس آرام فراوان می‌روید. در استرالیا به آن علف کانگورور می‌گویند. در شرق آفریقا و در آفریقای جنوبی به آن علف سرخ می‌گویند.

## نگارخانه

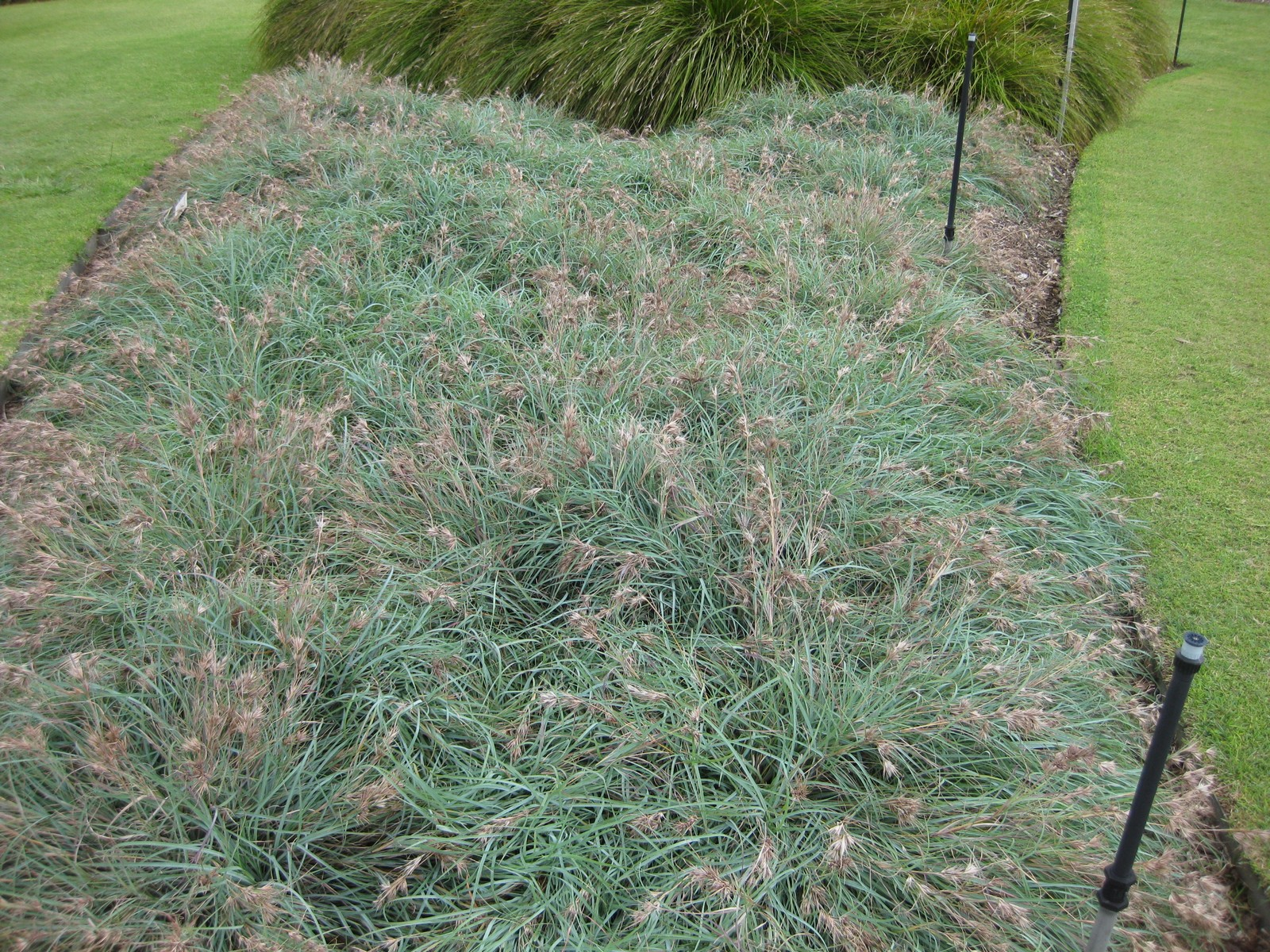
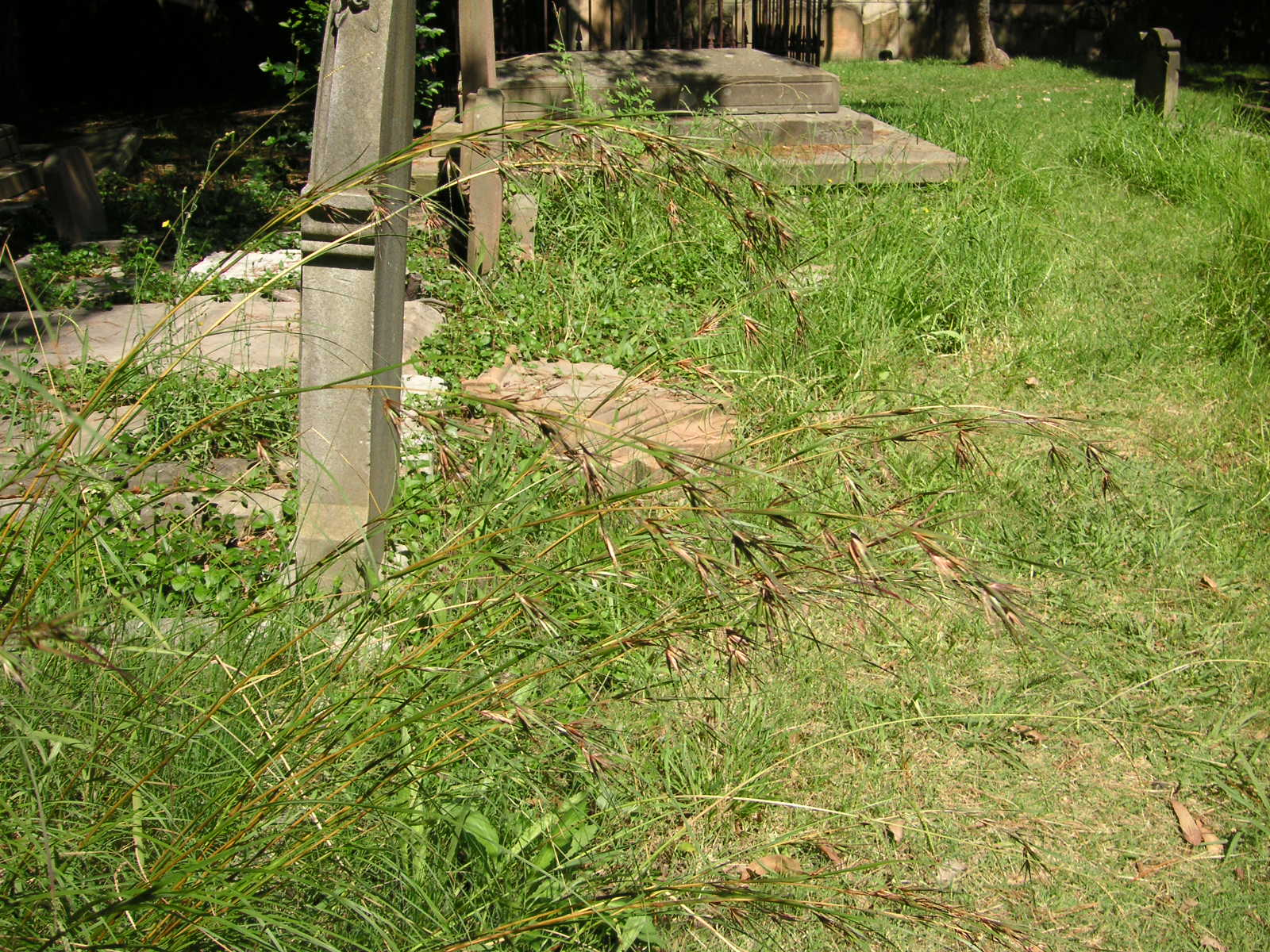